# 15 años
15 años – pierwszy album koncertowy hiszpańskiej piosenkarki Pastory Soler, wydany 7 września 2010 przez wytwórnię Warner Music Spain z okazji piętnastolecia jej kariery artystycznej.
Album składa się z dwóch płyt CD oraz jednej płyty DVD, na których znalazły się najpopularniejsze utwory z repertuaru Soler, charakteryzującego się gatunkami popu, flamenco i copali. Wśród kompozycji można znaleźć specjalne duety z Malú, Miguelem Povedą i Manuelem Carrasco. Płyta została nagrana 5 i 6 maja 2009 podczas dwóch koncertów w teatrze Lope de Vega w Sewilli, które odbyły się z okazji piętnastej rocznicy wydania pierwszego albumu piosenkarki. Wydawnictwo było promowane akustycznym singlem „La mala costumbre”, dedykowanym ojcu Pastory Soler.
Album znalazł się na 9. miejscu na oficjalnej hiszpańskiej liście sprzedaży.

## Lista utworów
Źródło
CD 1
1. „Lo único que sé” – 4:35
2. „Quién” – 3:43
3. „Mi soledad” – 4:30
4. „Toda mi verdad” – 4:04
5. „Flor de romero” – 3:57
6. „La mala costumbre” – 4:22
7. „Dámelo ya” – 3:49
8. „...Y que pequeña soy yo” (i Malú) – 3:43
9. „Bendita locura” – 3:28
10. „Volver a Sevilla” – 4:18
11. „Non Credere” – 4:41
12. „Esta vez quiero ser yo” (i Manuel Carrasco) – 4:18
13. „Solo tú” – 4:09

Całkowita długość: 53:37
CD 2
1. „Triniá” – 3:39
2. „Y sin embargo te quiero” – 4:13
3. „Callejuela sin salida” – 3:09
4. „En el último minuto” – 3:10
5. „Sólo vivo pa quererte” (i Miguel Poveda) – 5:37
6. „Torre de arena” – 3:40
7. „A la virgen del Rosario” – 2:31
8. „Tangos populares” – 2:37
9. „Piensa en mí” – 2:38
10. „Que no daría yo” – 5:32
11. „Después de todo” – 4:14
12. „Una Cantaora” – 3:55

Całkowita długość: 44:55

## Pozycja na liście sprzedaży
| Kraj      | Lista sprzedaży (2010/2011) | Najwyższa pozycja |
| --------- | --------------------------- | ----------------- |
| Hiszpania | PROMUSICAE                  | 9                 |